# Pardosa pusiola
Pardosa pusiola är en spindelart som först beskrevs av Tord Tamerlan Teodor Thorell 1891.  Pardosa pusiola ingår i släktet Pardosa och familjen vargspindlar. Inga underarter finns listade i Catalogue of Life.